# Stilpnochlora laurifolia
Stilpnochlora laurifolia är en insektsart som först beskrevs av Carl von Linné 1758.  Stilpnochlora laurifolia ingår i släktet Stilpnochlora och familjen vårtbitare. Inga underarter finns listade i Catalogue of Life.